# Rayos de Hermosillo
Los Rayos de Hermosillo es un equipo profesional de básquetbol que participa en el Circuito de Baloncesto de la Costa del Pacífico con sede en Hermosillo, Sonora, México. Es el equipo más ganador de la liga con 4 títulos y el que más finales ha disputado, con 9.

## Historia
Fue fundado en 2009 al tomar el lugar en la liga del equipo Vaqueros de Agua Prieta. En su primera temporada avanzaron a los playoffs disputando la final de la zona norte donde cayeron cuatro juegos a dos ante los Mineros de Cananea, a la postre campeones de esa temporada.
Los Rayos son el segundo equipo de la ciudad que participa en el CIBACOPA, anteriormente de 2003 a 2005 participó el equipo Soles de Hermosillo que llegó a la final de la temporada 2003 en la cual cayó ante los Trigueros de Ciudad Obregón.
A finales de 2008 un grupo de empresarios decidió regresar el básquetbol profesional a Hermosillo y teniendo como presidente a Roberto Laporte dieron surgimiento a los Rayos. Después de un inicio incierto en la temporada 2009 el equipo poco a poco fue tomando forma, de la mano del experimentado entrenador LaSalle Taylor y con elementos de experiencia como el Ex-NBA Reggie Jordan o el seleccionado nacional de México Anthony Pedroza el equipo tuvo una buena segunda vuelta y avanzó a la postemporada. Su primer rival en los playoffs fue Ostioneros de Guaymas y en una serie pareja que se fue a seis encuentros Hermosillo se impuso para ganar 4-2, posteriormente en la Final de la zona norte se enfrentaron a los Mineros de Cananea cayendo en seis partidos, la serie fue peleada ya que tres encuentros se fueron a tiempos extras, incluyendo dos partidos (el cuarto y quinto de la serie efectuados en el Gimnasio del Estado) se decidieron en doble tiempo extra.
Para la temporada 2010 del Cibacopa los Rayos contaron con un nuevo entrenador, el estadounidense Dan Tacheny, quien fue presentado en febrero por la directiva del equipo encabezada por Roberto Laporte. Tacheny cuenta con experiencia como asistente en la NBA con equipos como Orlando y Minnesota, de la mano de Tacheny los Rayos alcanzaron el segundo lugar del standing general y en la postemporada vencieron en la primera ronda a los Frayles de Guasave en seis encuentros, posteriormente cayeron ante los Mineros de Cananea en las semifinales en cinco juegos.

### El Bicampeonato
Una historia que todo club deportivo persigue es el bicampeonato, y Rayos ya lo logró. 
Cuentan con 2 campeonatos al hilo en la liga, en la temporada 2012 venciendo a los Ostioneros de Guaymas en 7 juegos, y en la temporada 2013 imponiéndose por un punto a la Garra Cañera de Navolato en 7 juegos.

### Llegó el tercero
En la temporada CIBACOPA 2019 los Rayos de Hermosillo lograron el tercer campeonato de su historia, al vencer en 7 juegos a la quinteta de Mantarrayas de La Paz. 

### La era post-COVID y el Cuarto título
La liga suspendió las temporadas 2020 y 2021 debido a la pandemia de COVID-19. 
En su regreso, Rayos perdió las finales de 2022 y 2023 frente a su similar de Astros de Jalisco. 
No obstante, en la temporada 2024 Rayos llegó a su cuarta final consecutiva, tercera en contra de Astros de Jalisco. El jueves 27 de junio lograron el campeonato por barrida en la serie final con 4-0, frente a una abarrotada Arena Sonora, logrando con ello ser el máximo ganador de CIBACOPA en solitario con 4 estrellas. 

### Los subcampeonatos
La primera final en la historia de Rayos fue en la temporada 2011, misma que terminaron perdiendo en contra de los Mineros de Cananea en 4 juegos.
En las temporadas 2016 y 2017 la quinteta hermosillense llegó a la final pero cayó en ambas oportunidades, por serie de 4-2. La primera en contra de Náuticos de Mazatlán y la segunda en contra de Halcones de Ciudad Obregón.
Como la historia es caprichosa, en las temporadas 2022 y 2023 Rayos llega a la final, pero pierde ambas por serie de 4-2 en contra de Astros de Jalisco.

## Arena Sonora
"Arena Sonora" 
Es un escenario deportivo localizado en Hermosillo, Sonora; ha sido sede de diversos equipos de básquetbol a lo largo de su historia como los Soles de Hermosillo que vieron acción en el Circuito Mexicano de Básquetbol a principio de la década de los 90´s, Soles de Hermosillo de CIBACOPA de 2003 a 2005, Seris de Hermosillo de la American Basketball Association en 2006 y Rayos de Hermosillo en CIBACOPA desde 2009, también ha sido sede de Olimpiadas Juveniles Nacionales, Regionales, Estatales y municipales, así como del tradicional torneo navideño de baloncesto que año con año reúne a los mejores equipos de secundarias y preparatorias del estado de Sonora.

## Roster
| Rayos de Hermosillo Temporada 2025 |    |                           |                                          |
| C U E R P O T É C N I C O          |    |                           |                                          |
| Entrenador                         |    | Bandera de México         | Joaquín Villanueva                       |
| Asistente                          |    | Bandera de México         | Juan Manuel Esteva Hernández             |
| Asistente                          |    | Bandera de México         | Jaime Fuentes López Cuéllar              |
| J U G A D O R E S                  |    |                           |                                          |
| Alero/Ala-Pívot                    | 2  | Bandera de Estados Unidos | Jahlil Cornelius Tripp (Baja)            |
| Alero                              | 3  | Bandera de Estados Unidos | Khalil Iverson                           |
| Base                               | 4  | Bandera de México         | Miguel Ángel Argomaníz Jiménez (Baja)    |
| Ala-pívot/Pívot                    | 9  | Bandera de México         | Brian Alejandro Martínez Campa           |
| Escolta                            | 10 | Bandera de México         | Austreberto Tona Cedano                  |
| Base                               | 11 | Bandera de Estados Unidos | Bryce Griggs                             |
| Alero/Ala-Pívot                    | 12 | Bandera de Estados Unidos | Cameron Dubois Christon (Baja)           |
| Ala-pívot                          | 15 | Bandera de México         | Jorge Manuel Camacho Federico (Inactivo) |
| Escolta                            | 21 | Bandera de México         | Juan Enrique Salgado Abril (J)           |
| Alero                              | 27 | Bandera de Estados Unidos | Timothy Clark                            |
| Alero                              | 30 | Bandera de Estados Unidos | Joseph Michael French (Baja)             |
| Base/Escolta                       | 31 | Bandera de México         | Víctor Manuel Dávila Soto                |
| Base/Escolta                       | 32 | Bandera de Estados Unidos | Darius Martez McNeill                    |
| Base/Escolta                       | 33 | Bandera de Estados Unidos | Rohndell Domminic Goodwin                |
| Alero                              | 34 | Bandera de Estados Unidos | Terry Elijah Larrier (Baja)              |
| Pívot                              | 34 | Bandera de Estados Unidos | Makhel Ahkim Mitchell (Baja)             |
| Base                               | 34 | Bandera de Estados Unidos | Sherif Ali Kenney                        |
| Pívot                              | 35 | Bandera de Estados Unidos | John Alexander Mason (Baja)              |
| Pívot                              | 35 | Bandera de Estados Unidos | Seth Quinton Maxwell                     |
| Pívot                              | 36 | Bandera de Estados Unidos | James Montgomery                         |
| Escolta                            | -  | Bandera de México         | Santiago Moreno Moreno (J) (Inactivo)    |
| = Capitán                          |    |                           |                                          |

 =  Cuenta con nacionalidad mexicana. 